# هارولد ليفينغستون
هارولد ليفينغستون (بالإنجليزية: Harold Livingston) (4 سبتمبر 1924، هافر هيل في الولايات المتحدة)؛ كاتب سيناريو وروائي أمريكي.

## روابط خارجية
- هارولد ليفينغستون على موقع IMDb (الإنجليزية)
- هارولد ليفينغستون على موقع ألو سيني (الفرنسية)
- هارولد ليفينغستون على موقع أول موفي (الإنجليزية)
- هارولد ليفينغستون على موقع قاعدة بيانات الأفلام السويدية (السويدية)
- هارولد ليفينغستون على موقع قاعدة بيانات الفيلم (الإنجليزية)
- هارولد ليفينغستون على موقع كينوبويسك (الروسية)